# Katherine Philips
Pour les articles homonymes, voir Fowler et Philips (homonymie).
Katherine Fowler Philips (née le 1er janvier 1631 à Londres, morte le 22 juin 1664), dite l'« incomparable Orinde » (« the matchless Orinda ») est une poétesse anglo-galloise, connue notamment pour la reprise de son poème O Solitude par Henry Purcell.

## Biographie
Née en 1631 à Londres, elle fait des études dans un pensionnat presbytérien et doit suivre sa mère qui s'est remariée, au Pays de Galles. Elle est mariée à 16 ans. Elle écrit des poèmes, et des tragédies, traduit une œuvre de Corneille et laisse aussi des lettres.
Ardente royaliste, quoique épouse d'un parlementaire hostile aux Stuart, elle devint célèbre comme apôtre de l'amitié féminine. Amatrice et non professionnelle, adepte des genres poétiques et dramatiques les plus  respectés ainsi que d'une exigeante spiritualité, elle fut érigée en modèle d'excellence littéraire et morale pour les écrivains femmes des générations suivantes, au détriment de sa contemporaine Aphra Behn à qui sa liberté de mœurs et de ton valurent une réputation de scandale.
Elle appartenait à une association de poètes, The Society of Friendship, dont l'un des membres, Charles Cotterell, surnommé Poliarchus, était son plus fidèle ami.

## Postérité
Nombreuses furent dans les décennies suivantes les femmes écrivains, poétesses, mais aussi romancières ou essayistes, d'orientation conservatrice en général, qui se revendiquèrent de la tradition vertueuse et non-commerciale d'Orinda, à l'instar de Anne Killigrew, Anne Finch, Mary Lee Chudleigh, Mary Astell, Jane Barker, Elisabeth Singer Rowe, et Mary Masters.